# Heng (île)
Pour les articles homonymes, voir Heng.
Heng  est une petite île de la commune de Strand, dans le comté de Rogaland en Norvège, dans la mer du nord.

## Description
L'île de 0,6 km2 se trouve dans l'Idsefjorden (no), à environ 3 kilomètres au sud-ouest du village de Tau sur le continent. Heng se trouve à peu près à mi-chemin entre les îles de Sør-Hidle et Idse.